# هجرة المرتفعات

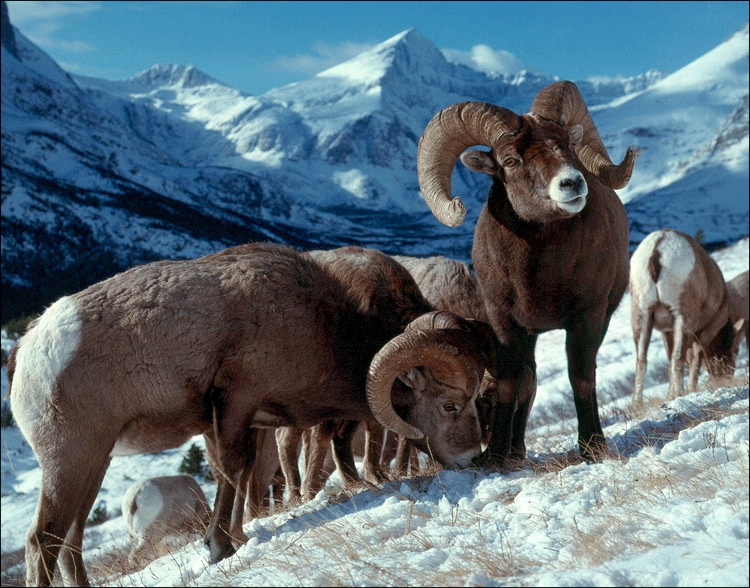
تهاجر أكباش الجبال الصخرية الكبيرة بين الجبال العالية، حيث تكون أكثر أمانًا من الحيوانات المفترسة، والأودية حيث يوجد المزيد من الطعام في فصل الشتاء.

هجرة المرتفعات هي هجرة الحيوانات لمسافات قصيرة من مناطق منخفضة إلى مناطق أعلى أو مُرتفعات. يُعتقد أنه يحدث عادة استجابة لتغيرات المناخ وتوافر الغذاء وكذلك بشكل متزايد بسبب التأثير البشري. يمكن أن تحدث هذه الهجرات خلال مواسم التكاثر وكذلك غير التكاثر. هجرة الطيور المهاجرة شائعة ويمكن العثور عليها أيضًا في الفقاريات الأخرى ويمكن رؤيتها في بعض اللافقاريات.